# Syndicate (2012)
Syndicate ist ein Ego-Shooter in einem Cyberpunk-Szenario, der von Starbreeze Studios entwickelt und von Electronic Arts veröffentlicht wurde. Das im September 2011 angekündigte Spiel wurde im Februar 2012 für Microsoft Windows, PlayStation 3 und Xbox 360 veröffentlicht. Es handelt sich um einen Neustart der Syndicate-Reihe in einem neuen Genre, die ursprünglich von Bullfrog Productions als Echtzeit-Taktikspiele entwickelt wurden.
Die Geschichte spielt im Jahr 2069 und dreht sich um Miles Kilo, einen EuroCorp-Agenten, der wichtige Mitarbeiter konkurrierender Unternehmen eliminieren muss. Dabei entdeckt er die böse, geheime Praxis, die EuroCorp zur Rekrutierung von Agenten anwendet. Das Spiel bietet eine große Auswahl an Waffen; von Standardpistolen bis hin zu futuristischen Waffen. Kilo wird ein Computerchip implantiert, der es ihm ermöglicht, auf das Dataverse zuzugreifen und Hacking einzusetzen, um Feinde zu besiegen und Umwelträtsel zu lösen.
Die Vorproduktion des Spiels begann im Jahr 2007. Electronic Arts wandte sich an Starbreeze Studios, um das Franchise wiederzubeleben, da es von der Qualität der vorherigen Spiele von Starbreeze Studios beeindruckt war und glaubte, sie könnten der Serie „Stil“ verleihen. Das Spiel wurde nach einem Jahr Entwicklungszeit wieder auf den Plan gebracht und der kooperative Mehrspielermodus wurde zum Hauptspiel hinzugefügt. Das Entwicklungsteam hoffte, dass das Spiel sowohl Neulinge als auch Spieler des Originalspiels ansprechen würde; Sie behielten das Thema des Originals bei und veränderten das Gameplay erheblich. Richard K. Morgan wurde beauftragt, die Geschichte für das Spiel zu schreiben.
Es erhielt bei der Veröffentlichung allgemein positive Kritiken. Kritiker lobten das Gameplay, den Stil, die Grafik, die künstlerische Leitung, die künstliche Intelligenz und den kooperativen Modus, die Geschichte des Spiels wurde jedoch kritisiert. Das Budget des Spiels war kleiner als das typisch für AAA-Videospiele und es wurde als kommerzieller Misserfolg für den Herausgeber angesehen. Aufgrund übermäßiger Gewalt erhielt das Spiel sowohl in Australien als auch in Deutschland keine Altersfreigabe und wurde in Deutschland letztlich indiziert.

## Spielprinzip
Im Gegensatz zur ursprünglichen Spieleserie handelt es sich bei Syndicate um einen Ego-Shooter, der im Jahr 2069 spielt. Die Spieler übernehmen die Kontrolle über Miles Kilo, einen erweiterten Agenten, der für EuroCorp in einer korrupten, betrügerischen Welt arbeitet, mit der Unternehmen konkurrieren einander um Macht. Spieler können rennen, springen, rutschen, sich hinter Deckungen verstecken und zwei Waffen und Granaten tragen, um Feinde und Bosse zu besiegen, die jeweils über einzigartige Fähigkeiten verfügen. Das Spiel verfügt über 19 Waffen, Die Palette reicht von Sturmgewehren, Raketenwerfern und Maschinenpistolen bis hin zu futuristischen Waffen wie Lasergewehren, Gauss-Gewehren mit Kugeln, die Feinde automatisch verfolgen können, und Riotlance Dark Shooters, die Feinde für kurze Zeit lähmen können. Waffen können mit 87 Aufsätzen und 25 Upgrade-Optionen individuell angepasst und aufgerüstet werden. Diese Upgrades können die Art dieser Waffen verändern und Standardmunition in Munition verwandeln, die die Deckung durchdringt. Das Spiel verfügt außerdem über eine „Hinrichtungs“-Mechanik, die es den Spielern ermöglicht, Nahkampf-Takedowns durchzuführen.
Miles verfügt über einen „DART-6“-Chip, der ihm Hacking- und „Einbruch“-Fähigkeiten verleiht. Einige Feinde verfügen ebenfalls über diese Art von Chip und Miles kann mit ihnen interagieren.  Mit den Chips werden Gegenstände, Sammlerstücke und Feinde automatisch markiert und über Augmented Reality des Head-up-Displays hervorgehoben. Spieler können die „Durchbruch“-Fähigkeiten nutzen, um in die Gedanken der Feinde einzudringen und deren Aktionen zu kontrollieren. Sie haben Zugriff auf drei Optionen:
- Rückschlag: die Waffen des Gegners versagen, gehen nach hinten los und betäuben ihn
- Selbstmord: Feinde töten sich selbst
- Überzeugen: Feinde laufen auf die Seite des Spielers über, bevor sie Selbstmord begehen.

Das Spiel ermöglicht es den Spielern auch, Feinde hinter einer Deckung mithilfe von „Dart Overlay“ zu lokalisieren und die Zeit vorübergehend zu verlangsamen, was den von den Spielern verursachten Schaden und ihre Gesundheitsregenerationsrate erhöht.
Die Aufgabe der Spieler besteht darin, die Durchbruchfähigkeiten zu nutzen, um mit Objekten zu interagieren, Umgebungsrätsel zu lösen und, Spezialrüstung von Feinden zu entfernen und Sprengstoff zu entschärfen. Der Durchbruchsmechanismus ist zeitlich begrenzt und muss vor einer weiteren Aktivierung aufgeladen werden. Die in den Chip implantierten Fähigkeiten und Fertigkeiten können durch das Sammeln und Extrahieren der Chips gefallener Feinde verbessert werden. Die Upgrades können den Schaden der Spieler erhöhen und ihre Wiederherstellungsgeschwindigkeit erhöhen.
Das Spiel verfügt über keinen kompetitiven Mehrspielermodus (PvP), aber über einen Koop-Modus, der vier Spieler mit dem Ziel zusammenbringt, eine Kampagne mit neun Missionen abzuschließen, die auf der Kampagne der ursprünglichen Syndicate-Spiele basiert. Die Spieler stehen Feinden gegenüber, mit denen es im Verlauf des Spiels immer schwieriger wird, fertig zu werden. Sie können aus vier Charakterklassen wählen: Medic, Spec Ops, Assault und Generic, jede mit unterschiedlichen Fähigkeiten. Die Durchbruchsmechanik ist im Modus auch für Verteidigungs- und Angriffszwecke vorhanden. Mit dieser Mechanik können sie sich beispielsweise in einen Turm hacken, um dessen Panzerung zu deaktivieren oder Teamkameraden zu heilen. Spieler erhalten Punkte, während sie die Level des Spiels durchlaufen. Mit diesen Punkten können neue Waffen erforscht werden.

## Szenario und Handlung
Im Jahr 2017 entsteht der Megakonzern EuroCorp durch einen Zusammenschluss der größten Konzerne der Welt. Im Jahr 2025 bringt EuroCorp den DART-Chip auf den Markt, ein Neuronenimplantat, das Benutzern den Zugriff auf das „Dataverse“ ermöglicht und die meisten elektronischen Geräte überflüssig macht. Durch den DART-Chip wird die Welt nicht mehr von nationalen Regierungen regiert, sondern von Unternehmensrepubliken, die als „Syndikate“ bekannt sind. Allerdings nutzt nur die Hälfte der Weltbevölkerung den Chip; Die „Ungechippten“ werden im Stich gelassen und erhalten keine Vorteile, die ihre gechippten Kollegen bieten. Unternehmensspionage und Unternehmenskrieg um die Vorherrschaft zwischen Syndikaten wird zur Norm, was zur Schaffung von „Agenten“ führt – biotechnologisch hergestellten Vollstreckern, ergänzt durch eine militarisierte Version des Chips, die die Interessen ihrer Unternehmensführer schützen.
Im Jahr 2069 wird Agent Miles Kilo, der neueste Agent von EuroCorp, mit dem neuen Prototyp eines DART-6-Chips ausgestattet, der von der EuroCorp-Wissenschaftlerin Lily Drawl (gesprochen von Rosario Dawson) entwickelt wurde. Nach einem erfolgreichen Testlauf der Fähigkeiten des Chips beauftragt EuroCorp-CEO Jack Denham (gesprochen von Brian Cox) ihn, Lilys Gegenstück Chang beim rivalisierenden Syndikat Aspari zu töten. Begleitet von seinem Mentor Agent Jules Merit (gesprochen von Michael Wincott) greift Kilo die Niederlassung von Aspari in Los Angeles an und bringt Chang in die Enge, der sich selbst erschießt. Kilo holt Changs Chip zurück und erfährt aus einem verschlüsselten Gespräch, dass Lily Informationen über den DART-6-Chip mit ihm geteilt hat.
Obwohl Denham von Lilys Verrat schockiert ist, beschließt er, Lily von Kilo und Merit überwachen zu lassen, weil sie zu wertvoll ist, um sie zu eliminieren. Als sie sie in ihrer Wohnung beobachten, gerät Lily in einen Streit mit einer Person namens Kris, bevor sie plötzlich vom Syndikat Cayman-Global entführt wird. Kilo kämpft gegen die Cayman-Global-Streitkräfte und folgt Lilys Entführern zu ihrer schwimmenden Basis im Atlantischen Ozean. Kilo tötet einen wichtigen Cayman-Global-Agenten und rettet Lily. Sie erfahren, dass das Syndikat einen Krieg gegen EuroCorp vorbereitet.
In New York landen Kilo und Lily in der Downzone, wo die ungechippte Bevölkerung der Unterschicht lebt. Nachdem sie sich getrennt haben und sich auf den Weg zum EuroCorp-Hauptquartier machen, wird Kilo von Lily verraten und mit EMP-Minen in eine Falle geschickt, wodurch er verletzt und seine Chips deaktiviert werden. Nachdem seine Chips wieder funktionieren, erhält Kilo den Befehl, Lily entweder zu fangen oder zu töten. Nach dem Kampf gegen Subversive erfährt Kilo, dass ihr Anführer Kris – Lilys Ex-Freund und Kollege – für die Anzettelung eines Krieges zwischen den Syndikaten verantwortlich ist. Kris verrät, dass er den Krieg begonnen hat, um sich in das Dataverse zu hacken und die Syndikate und ihre gechippten Bevölkerungsgruppen zu töten, als Strafe dafür, dass sie die Chiplosen im Stich gelassen haben. Lily, die eine friedliche Lösung finden und die Syndikate dazu bringen will, sich um die Chiplosen zu kümmern, lehnt die Idee ab. Kilo kämpft gegen Kris, der versucht, ihn anzugreifen, sich aber stattdessen selbst umbringt. Kilo nimmt Lily fest; er kann sie entweder töten oder freilassen. Lily wird gefangen genommen und ein kaum noch lebender Kilo wird extrahiert.
Im Hauptquartier von EuroCorp in New York glauben Denham und Merit, dass Kilo hirntot ist, und schicken ihn zum Neustart, während sie planen, Lilys Chip zurückzuholen und nützliche Informationen über DART 6 zu beschaffen. Kilo beginnt sich an seine geheime Vergangenheit zu erinnern: Er erfährt, dass Denham EuroCorp-Team geführt hat, das seine Eltern töten und ihn als Baby entführen sollte, weil er über ideale Gene verfügt, um ein Agent zu werden. Kilo entkommt seinen Fesseln und rettet Lily, die Kilo erzählt, dass alle Agenten von EuroCorp wie er als Kinder entführt wurden und ihre Erinnerungen verändert wurden, damit sie EuroCorp treu bleiben würden. Lily hat den DART-6-Chip in der Hoffnung entwickelt, damit die Syndikate dazu zu bringen, ihre Menschlichkeit zu bewahren und sich um gechippte und nicht gechippte Zivilisten zu kümmern, doch ihr wird klar, dass es naiv war, so zu denken.
Als Cayman-Global das New Yorker Hauptquartier von EuroCorp angreift, machen sich Kilo und Lily auf den Weg zu Denhams Büro, um ihn daran zu hindern, den Kill-Schalter an ihren DART-Chips zu betätigen. Kilo muss sowohl gegen die Streitkräfte von EuroCorp und Cayman-Global als auch gegen mehrere EuroCorp-Agenten kämpfen. Oben auf dem Turm muss er gegen Merit und zwei andere Agenten kämpfen, die Denhams Befehl erhalten haben, ihn zu töten. Kilo besiegt die Agenten und überwältigt und tötet Merit. Kilo geht dann zu Denhams Büro, stellt jedoch fest, dass Denham seinen Notausschalter aktiviert hat, was sich auf Kilos Bewegungen auswirkt. Geschwächt stellt Kilo Denham zur Rede, der rechtfertigt, ihn als Kind entführt zu haben. Kilo schafft es, sich gegen den Kill-Switch-Befehl zu wehren und Denham in die Enge zu treiben, der sich über einen Felsvorsprung in den Tod stürzen lässt. Als das Spiel endet, liegt EuroCorp in Trümmern und Lily gibt Kilo eine Pistole und sagt ihm, dass er sich sämtlicher Kontrolle entzogen hat.

## Entwicklung
Die Originalversion von Syndicate ist ein Echtzeit-Taktikspiel, das 1993 von Bullfrog Productions veröffentlicht und von Peter Molyneux produziert wurde. Electronic Arts suchte eigenen Aussagen zufolge mehrere Jahre nach einer passender Gelegenheit für ein neues Syndicate-Spiel. Dafür sollten neue Elemente eingeführt und die Gameplay-Konzepte deutlich verändert werden, die aber weiterhin zum Universum der Franchise passen sollte. Der Publisher ging schließlich eine Partnerschaft mit dem schwedischen Entwickler Starbreeze ein, der ihrer Meinung nach ein hervorragendes Studio für die Entwicklung von Ego-Shootern mit unverwechselbarem Design war.
Die Vorproduktion des Spiels begann im Jahr 2007. Sie wurde von einem kleinen Team von Mitarbeitern durchgeführt, nachdem das Studio die Arbeit an The Chronicles of Riddick: Assault on Dark Athena abgeschlossen hatte. Mitten in der Entwicklung des Spiels gab es jedoch auch viele kreative Differenzen zwischen dem Entwickler und dem Herausgeber, und die beiden Unternehmen litten unter einer unharmonischen Beziehung.
In der ersten Entwicklungsphase verfügte das Spiel über keinen kooperativen Mehrspielermodus; sie konzentrierte sich auf die Geschichte statt auf das Cyberpunk-Element. Ein Jahr nach Beginn der Entwicklung wurde das Spiel zur Überarbeitung geschickt, da das Studio der Meinung war, dass es die Essenz der Syndicate-Reihe nicht erfasst hatte. Das Team hatte aufgrund technologischer Einschränkungen wenig Erfahrung mit der Entwicklung kooperativer Spiele, beschloss jedoch, damit zu experimentieren. Die interne Resonanz auf den Koop-Prototyp war positiv. Tester sagten, es passe zur kanonischen Fiktion des Franchise. Das Team hatte eine Weile an einem kompetitiven Mehrspielermodus für das Spiel gearbeitet, war jedoch der Meinung, dass dieser nicht originell genug sei, um aufgenommen zu werden. Da dem Spiel ein kooperatives Multiplayer-Element fehlte, verzichteten die Entwickler im Gegensatz zu den meisten EA-Spielen zu dieser Zeit auf die Verwendung eines Online-Passes.
Das Entwicklerteam hoffte, dass der neue Titel sowohl Neulinge als auch Fans der Serie ansprechen würde, zugänglich sein und das Franchise einem breiteren Publikum vorstellen würde. Sie gingen davon aus, dass die meisten Spieler die ursprünglichen Syndicate-Spiele nicht gespielt hätten. Das Team war außerdem der Ansicht, dass es aufgrund des veränderten Publikumsgeschmacks und der Einführung neuer Videospielplattformen eine richtige Entscheidung war, die Perspektive des Spiels auf Egoperspektive zu ändern. Die Umwandlung in ein First-Person-Spiel war die erste Designentscheidung des Teams, das hoffte, den Spielern eine direkte Sicht aus der Perspektive des Agenten zu ermöglichen, um das Spiel für die Spieler noch intensiver zu gestalten.
Ziel des Teams war es, das Spielerlebnis und den Schwierigkeitsgrad des bestehenden Syndikats zu reproduzieren. Starbreeze betrachtete die den hohen Schwierigkeitsgrad des ersten Spiels als Teil des Erbes der Franchise, der es wert wäre, erhalten zu werden. Sie hofften, dass das neue Spiel für die Spieler herausfordernd genug sein würde, ohne frustrierend zu sein. Sie führten eine wenig geskriptete künstliche Intelligenz (KI) in das Spiel ein. Die KI reagiert auf die Aktionen der Spieler und wurde so programmiert, dass sie sich nach einem Angriff neu positioniert.

„Das neue Spiel hat weniger Blut als das ältere; Spieler können immer noch unschuldige Zivilisten töten, aber das Team hat diese Szenarien minimiert, da sie seiner Meinung nach eher Teil der Spielumgebung als Gameplay-Elemente waren.“

Das Spiel wurde so konzipiert, dass es ein Gefühl der Unvorhersehbarkeit vermittelt, sodass es gespielt werden kann, ohne den Spieler an Regeln zu binden. Um dies zu erreichen, fügte das Unternehmen das Durchbruchsystem hinzu, das mehr Kampfvarianten ermöglicht und den Spielern mehr Auswahlmöglichkeiten im Umgang mit der künstlichen Intelligenz bietet.
Das Breaching-System, das ursprünglich als Minispiel entstand, wurde so einfach gestaltet, dass es den Spielfluss nicht unterbricht. Anstatt ein reiner Ego-Shooter zu sein, verfügt das Spiel über Action-Adventure-Elemente, die es den Spielern ermöglichen, ihren Fortschritt zu wählen und sie mit der Lösung von Umgebungsrätseln zu beauftragen.
Da das neue Spiel in einem etablierten Franchise angesiedelt war, versuchte Starbreeze, die Essenz der Welt beizubehalten und diese Elemente neu aufzubauen. Die Geschichte des Spiels wurde vom britischen Science-Fiction-Autor Richard K. Morgan geschrieben, an den sich das Team wandte, nachdem es sein Buch Das Unsterblichkeitsprogramm (Altered Carbon) gelesen hatte. Syndicate war Morgans zweites Videospiel-Drehbuch nach Crysis 2 aus dem Jahr 2011. Er verwendete das Originalspiel als Referenz und fügte Elemente hinzu, die diejenigen, die es gespielt hatten, sofort erkennen würden. Er behielt den dystopischen Schauplatz und das dystopische Thema des Originals bei und hoffte, diese Elemente zum Aufbau einer kraftvollen Geschichte nutzen zu können. Morgan reiste nach Schweden, um die Spieledesigner von Starbreeze zu treffen und sicherzustellen, dass die Geschichte des Spiels nicht im Widerspruch zum Gesamtdesign stünde.
Das Ziel des Teams bestand darin, das Spiel von zeitgenössischen Ego-Shootern zu unterscheiden. Das Team stellte sicher, dass das Spiel einen eigenen Stil hatte, der es von anderen Spielen abheben würde. Dies wurde durch die Verwendung eines „Split-World-Aspekts“ erreicht, der das Spiel in zwei Bereiche mit jeweils unterschiedlichem Artwork unterteilte. Das Team fügte den drei Syndikaten des Spiels in der oberen Zone Details und Ästhetik hinzu, damit sie leicht zu erkennen sind und sich voneinander unterscheiden. „The Downzone“, wo nicht implantierte arme Menschen leben, hat ein anderes Design als die drei Syndikate. Ideen für diesen Bereich übernahm das Team von Mirror’s Edge. Beide Seiten wurden von futuristischen Filmen wie Blade Runner, Minority Report und Gattaca inspiriert. Darüber hinaus gilt das Split-World-Konzept auch für das Gameplay. Die Downzone-Feinde sind tendenziell aggressiver und Anti-Agenten, und einige Gameplay-Segmente wie das Durchbruchsystem sind in solchen Gebieten nicht anwendbar.
Syndicate nutzt die hauseigene Spiel-Engine von Starbreeze, die für die Erstellung des Spiels modifiziert wurde. Das Team nutzte Autodesk Beast, um eine globale Beleuchtung und ein realistisches Beleuchtungssystem zu erreichen, sowie eine neue Physikberechnung, um mehr physikalische Interaktionen zu ermöglichen. Ziel des Teams war es, auf allen Plattformen, auf denen das Spiel veröffentlicht wurde, eine gleichbleibende visuelle Qualität beizubehalten, auch wenn die PC-Version den Vorteil einer höheren Auflösung und Bildrate hatte. Die Engine ermöglichte die Einbeziehung von Post-Processing-Effekten, die zuvor in Assault on Dark Athena verwendet wurden, wie etwa Bewegungsunschärfe und Tiefenschärfe. Ihr Kunststil wurde geändert, um ihn an den Gesamtstil des Spiels anzupassen.

## Marketing
Im Jahr 2008 gab Electronic Arts bekannt, dass Starbreeze Studios mit EA an zwei Projekten zusammenarbeitet. Eines davon war ein neues Projekt, das in einem der älteren EA-Franchises unter dem Namen Project Redlime spielt. Starbreeze und EA ließen sich für  Syndicate mehrere Markenrechte sichern, und ein kleiner Teil des Drehbuchs des Spiels sickerte versehentlich vor der offiziellen Veröffentlichung des Spiels durch. EA stellte das Spiel am 12. September 2011 offiziell vor und kündigte an, dass es sich um einen Neustart der Franchise handelt. EA beauftragte mehrere bekannte Electronic-Musiker, darunter Skrillex, Digitalism, Flux Pavilion und Nero, mit der Erstellung eines Remixes des Syndicate Hauptthemas. Die Remixes wurden ab Oktober 2011 jeweils zur Untermalung neuer Werbetrailer für das Spiel genutzt und zeitgleich via Facebook zum kostenlosen Download angeboten. Eine Demo des Spiels, die nur den Koop-Modus und die Karte „Westeuropa“ enthielt, wurde am 31. Januar 2012 für den Xbox Live Marketplace und das PlayStation Network veröffentlicht. Das Spiel wurde in weniger als sechs Monaten angekündigt und ausgeliefert; Es wurde am 21. Februar 2012 weltweit veröffentlicht.

## Rezeption

### Kritiken
Syndicate erhielt allgemein positive Kritiken von Spielekritikern. Die Story des Spiels erhielt gemischte Reaktionen. Der Rezensent von GameTrailers nannte die Handlung vorhersehbar und hielt mehrere Handlungspunkte des Spiels für langweilig. Er lobte den Dialog des Spiels für seinen Fluss und die präsentierte Hintergrundgeschichte. Der Rezensent meinte, dass es der Kampagne an Umfang mangele, sie aber dennoch unterhaltsam und lohnenswert sei. Er sagte auch, dass die von Prominenten geführte Stimmenbesetzung dem Spiel erfolgreich „Glaubwürdigkeit“ verliehen habe. Dies wurde von Jeff Gerstmann von Giant Bomb bestätigt. Im Gegensatz dazu sagte Martin Gaston von VideoGamer.com, er sei von der Kampagne enttäuscht und betrachte sie als einen der größten Mängel des Spiels. Er sagte, die Welt verdiene mehr Erkundung als in Syndicate und das Entwicklerteam scheine die kreative Vision der ersten Version des Spiels nicht zu verstehen. Er sagte auch, dass die Betonung der Moral nicht besonders gut gelungen sei, weil sie nicht zum Gesamtstil des Spiels passe. Er mochte den Protagonisten des Spiels nicht, den er für langweilig hielt, was es für die Spieler schwierig machte, sich mit ihm zu identifizieren. Xav De Matos von Joystiq sagte, die Geschichte sei voller Versprechungen, aber das Gesamtprodukt könne sich nicht von anderen Shootern mit ähnlichen Themen unterscheiden. Dan Whitehead von Eurogamer verglich es negativ mit seinen Vorgängern und nannte es anspruchslos und wenig inspirierend.
Das gesamte Gameplay wurde gelobt. Gaston beschrieb das Schießen als „clever“ und sagte, dass die DART-6-Breakdown-Fähigkeiten die Spieler zum Experimentieren ermutigt hätten. Er sagte, die Kombination aus Durchbruchsystem und Schießereien habe Syndicate besser gemacht als einige andere zeitgenössische Ego-Shooter.
Der Rezensent von GameTrailers sagte, dass das DART-6-System den Spielern Wahlmöglichkeiten bietet und die Wiederaufladezeit der durchbrechenden Fähigkeiten den Spielern die Aufgabe stellt, eine „Mikroökonomie“ zu verwalten, die Fähigkeiten fördert und belohnt. Sowohl Gaston als auch GameTrailers sagten, das Spiel habe Möglichkeiten verpasst, den Einsatz einiger von Kilos Kräften einzuschränken, die nur in Zwischensequenzen gezeigt werden. Gerstmann mochte das Gameplay des Spiels und sagte, die Steuerung habe Spaß gemacht und er schätze die Möglichkeit, beim Laufen zu schießen. Er bewunderte auch die Durchbruchfähigkeiten und fand es befriedigend, sie einzusetzen. Whitehead teilte ähnliche Gedanken und sagte, dass die Durchbrechungsfähigkeiten die Spieler mit Einsatzstrategien beauftragen und das Spiel tiefer machen als typische Run-and-Gun-Videospiele.
Die KI des Spiels erhielt Lob. Der Rezensent von GameTrailers sagte, die Feinde „wissen, wie man mit Stil stirbt“ und dass die Bosskämpfe unvergesslich seien, auch wenn sie sich wiederholen könnten. Gaston hielt es für „verpasste Chancen“. De Matos schätzte die Bosskämpfe und sagte, sie hätten Spaß gemacht und seien interessant. Er stellt die Spieler vor die Aufgabe, das Muster dieser Bosskämpfe zu erlernen und die richtigen Fähigkeiten einzusetzen, um sie zu besiegen.
Die Rezensenten lobten die grafische Qualität des Spiels. Gerstmann sagte, dass der Einsatz von Beleuchtung dem Spiel einen einzigartigen Stil verlieh. Ihm gefielen auch die Darstellung der beiden Hauptbereiche des Spiels und die Sounds des Spiels, die seiner Meinung nach zum Ton des Spiels passten. Alexandra Hall von GamesRadar sagte: „Starbreeze hat der alternden Hardware wirklich einige wunderschöne Anblicke entlockt.“ Sie fügte hinzu, dass einige Spieler mit den Bloom-Effekten des Spiels möglicherweise nicht zufrieden sind. David Houghton von derselben Zeitschrift sagte, das Spiel sei „ein anständiger Shooter“, seine Lightbloom-Effekte seien jedoch „unsinnig übertrieben“. Peter Eykemans von IGN äußerte ähnliche Gedanken und erklärte, dass Bewegungsunschärfe und blendendes Licht ein Problem seien. Er gab jedoch zu, dass das Spiel „durchweg großartig aussieht“ und dass das Spiel aufgrund seines einfachen Designs sehr elegant aussieht.
Der kooperative Mehrspielermodus für vier Spieler fand großen Anklang. Gaston sagte, es sei eine „verwässerte Version von Left 4 Dead“, aber für die meisten Spieler sei es dennoch ein unterhaltsames und angenehmes Erlebnis gewesen. De Matos sagte, das Spiel habe die Spieler dazu ermutigt, zusammenzuarbeiten, um Feinde zu besiegen und vor dem Angriff zu planen, was den Modus zu einem „erfreulichen“ Erlebnis gemacht habe. Er kritisierte den Schwierigkeitsgrad des Spiels, der seiner Meinung nach nicht gut skalierbar sei, und die geskripteten Feinde, die das Spiel weniger dynamisch machten. Whitehead empfahl wärmstens den kooperativen Modus, der seiner Meinung nach das Hauptaugenmerk des Spiels hätte sein sollen. Er fügte hinzu, dass dieser den Spielern mehr Freiheiten bot als die Kampagne.
Kritiker äußerten gemischte Gefühle gegenüber dem Spiel. Gerstmann sagte, er habe eine „hervorragende Zeit“ damit gehabt und es habe dem Genre eine hervorragende Wendung gegeben De Matos sagte, es habe das Franchise erfolgreich in eine neue Richtung gelenkt, auch wenn dies möglicherweise nicht das sei, was die Spieler des ursprünglichen Syndicate erwartet hätten. Er sagte jedoch, dass der Geist des Franchise weiterhin gewahrt und bewahrt werde. Gaston sagte, Starbreeze sei nicht in der Lage gewesen, die Vision der Franchise einzufangen, und das Spiel sei insgesamt nicht gut umgesetzt worden. Whitehead beschrieb das Spiel als „spaßig“, obwohl er Syndicate für ein unvergessliches Erlebnis hielt, das im Schatten der konkurrierenden Shooter eine Fangemeinde hätte.
Mike Diskett, Produzent und Hauptprogrammierer von Syndicate Wars, kritisierte das Spiel mit der Aussage, dass es „nichts mit den Originalspielen zu tun“ habe. Dies ermutigte ihn, einen spirituellen Nachfolger von Syndicate Wars namens Satellite Reign zu entwickeln, der ein Kickstarter-Erfolg war.

### Verweigerung der Alterskennzeichnung in Australien und Deutschland
Am 20. Dezember 2011 wurde berichtet, dass Syndicate vom Australian Classification Board die Klassifizierung verweigert wurde. Das Gremium äußerte sich besonders kritisch gegenüber der seiner Meinung nach übermäßigen Gewalt im Spiel: explizite Darstellungen von Zerstückelung, Enthauptung, freiliegendem Fleisch und Knochen aufgrund von Verletzungen sowie reichlich Blutspritzer. EA Australia gab an,  die Entscheidung zu akzeptieren und das Spiel nicht überarbeiten zu wollen, um die Bedenken des Vorstands auszuräumen. Zugleich beschwerte sich EA jedoch über die „archaische Zensur von Spielen“ in Australien. Auch in Deutschland erhielt das Spiel aus ähnlichen Gründen keine Freigabe der USK. Im Juni 2012 erfolgte dann die Indizierung des Spiels durch die Bundesprüfstelle für jugendgefährdende Medien (BPjM) wegen der Gewaltdarstellungen, der Möglichkeit Unbeteiligte zu töten, die wegen eines Programmierfehlers auch in der Statistik mitgezählt wurden, und wegen des Mangels relativierender Spielelemente.

### Verkaufserfolg
In einem Interview mit Computer and Video Games sagte Frank Gibeau von EA, dass die Wiederbelebung von Syndicate nicht so erfolgreich gewesen sei wie erhofft: „Syndicate war etwas, bei dem wir ein Risiko eingegangen sind. Es hat sich nicht ausgezahlt – es hat nicht funktioniert. […] Es funktioniert nicht.“ In einem Interview mit Edge im Jahr 2012 sagte Mikael Nermark, CEO von Starbreeze Studios, dass das Spiel weltweit rund 150.000 Mal verkauft wurde. Laut Nermark war das Budget für die Entwicklung dieses Spiels geringer als das anderer Triple-A-Videospiele; Er sagte auch, dass das Team trotz der schlechten kommerziellen Leistung immer noch stolz auf das Endprodukt sei.